# أبرشية بيورا الكاثوليكية الرومانية
أبرشية بيورا الكاثوليكية الرومانية (بالإسبانية: Arquidiócesis de Piura) هي أبرشية كاثوليكية تتبع الكنيسة الكاثوليكية اللاتينية في بيرو، وتعتنق الطقس الروماني، ويقع مقرها في مدينة بيورا. تأسست الأبرشية بتاريخ 4 مارس 1940، وتمت ترقيتها إلى رتبة أبرشية رئيسية بتاريخ 30 يونيو 1966. وتُعد جزءًا من المقاطعة الكنسية بيورا.

## الإحصاءات
وفقًا لبيانات عام 2006، بلغ عدد سكان منطقة الأبرشية حوالي 1,621,000 نسمة، منهم 1,462,000 من الكاثوليك، أي بنسبة تقارب 90.2%. وتغطي الأبرشية مساحة تصل إلى 35,000 كيلومتر مربع، وتضم 66 أبرشية محلية.

## التاريخ
- في 4 مارس 1940، أُنشئت أبرشية بيورا من أراضي كانت تابعة لأبرشية تروخيو.
- في 30 يونيو 1966، تم رفعها إلى مرتبة أبرشية رئيسية.

## الأساقفة والرؤساء

### أساقفة بيورا
- كارلوس ماريا يورغنز بيرن، C.SS.R. (1940–1960)
- تيودورو أغيلار تيري (1960–1966)

### رؤساء الأساقفة بعد الترقية
- تيودورو أغيلار تيري (1966–1968)
- أوسكار رولاندو كانتوارياس باستور (1968–1990)
- خوسيه أنطونيو إيغورين أونييتا، S.C.V. (منذ 2006 حتى الآن)